# Asterio di Amasea
Asterio, noto come Asterio di Amasea, o Asterio Amaseno (in greco antico: Ἀστέριος?; Cappadocia, 335 circa – Amasea, tra il 410 e il 425), è stato uno scrittore e vescovo greco antico.

## Biografia
Non sono noti molti dati sicuri su questo personaggio. Le più antiche fra le notizie affidabili risalgono al 787, anno del Concilio di Nicea II. È noto ciò che si ricava dalle sue omelie: che fu vescovo di Amasea, una città del Ponto Eusino allora in Cappadocia, e che fu contemporaneo dei Padri Cappadoci. Altre notizie provengono da Fozio che nella sua Biblioteca ha conservato frammenti di dieci omelie di Asterio. Nacque probabilmente ad Antiochia, visto che Fozio afferma che Asterio fosse allievo di uno schiavo scita che risiedeva ad Antiochia, e studiò probabilmente retorica. 
Durante la controversia sull'arianesimo si schierò con la fazione ortodossa. 
Fu vescovo di Amasea, succedendo a Eulalio, dal 380. Era già morto nel 431, data in cui si svolse il Concilio di Efeso a cui partecipò un vescovo di Amasea di nome Palladio.

## Opere
Di Asterio di Amasea ci sono pervenute sedici omelie, più quattro frammenti citati da Fozio. 
- Thesaurus Asterii Amaseni et Firmi Caesariensis: Opera omnia, curantibus Bernard Coulie, Bastien Kindt et Cet. Turnhout, Brepols, 2001, Collezione "Corpus Christianorum. Thesaurus Patrum Graecorum" n°. 12, ISBN 250351264X.
- Asterius Amasenus. Homilies I-XIV. Introduction and notes by C. Datema. Leida, E. J. Brill, 1970.